# Australie aux Jeux olympiques d'été de 1960
L'Australie participe aux Jeux olympiques d'été de 1960 à Rome en Italie. 189 athlètes australiens, 160 hommes et 29 femmes, ont participé à 122 compétitions dans 17 sports. Ils y ont obtenu 22 médailles : 8 d'or, 8 d'argent et 6 de bronze.

## Médailles
| Médaille | Discipline | Épreuve                       | Athlète                                                                           | Performance | Date |
| -------- | ---------- | ----------------------------- | --------------------------------------------------------------------------------- | ----------- | ---- |
| Or       | Athlétisme | 1500 mètres hommes            | Herb Elliott                                                                      |             |      |
| Or       | Équitation | Concours complet individuel   | Lawrence Morgan et Salad Days                                                     |             |      |
| Or       | Équitation | Concours complet par équipes  | Lawrence Morgan et Salad Days Neale Lavis et Mirrabooka Bill Roycroft et Our Solo |             |      |
| Or       | Natation   | 100 mètres nage libre hommes  | John Devitt                                                                       |             |      |
| Or       | Natation   | 400 mètres nage libre hommes  | Murray Rose                                                                       |             |      |
| Or       | Natation   | 1500 mètres nage libre hommes | John Konrads                                                                      |             |      |
| Or       | Natation   | 100 mètres dos hommes         | David Theile                                                                      |             |      |
| Or       | Natation   | 100 mètres nage libre femmes  | Dawn Fraser                                                                       |             |      |
| Argent   | Athlétisme | 20 km marche hommes           | Noel Freeman                                                                      |             |      |
| Argent   | Athlétisme | 800 mètres femmes             | Brenda Jones                                                                      |             |      |
| Argent   | Équitation | Concours complet individuel   | Neale Lavis et Mirrabooka                                                         |             |      |
| Argent   | Natation   | 1500 mètres nage libre hommes | Murray Rose                                                                       |             |      |
| Argent   | Natation   | 200 mètres papillon hommes    | Neville Hayes                                                                     |             |      |
| Argent   | Natation   | 4 × 100 m 4 nages hommes      | David Theile Terry Gathercole Neville Hayes Geoff Shipton                         |             |      |
| Argent   | Natation   | 4 × 100 m nage libre femmes   | Lynn Burke Patty Kempner Carolyn Schuler Chris von Saltza                         |             |      |
| Argent   | Natation   | 4 × 100 m 4 nages femmes      | Marilyn Wilson Rosemary Lassig Jan Andrew Dawn Fraser                             |             |      |
| Bronze   | Athlétisme | 10000 mètres hommes           | David Power                                                                       |             |      |
| Bronze   | Boxe       | Poids mi-lourds (-81 kg)      | Anthony Madigan                                                                   |             |      |
| Bronze   | Boxe       | Poids coqs (-54 kg)           | Oliver Taylor                                                                     |             |      |
| Bronze   | Natation   | 400 mètres nage libre hommes  | John Konrads                                                                      |             |      |
| Bronze   | Natation   | 4 × 200 m nage libre hommes   | David Dickson John Devitt Murray Rose John Konrads                                |             |      |
| Bronze   | Natation   | 100 mètres papillon femmes    | Janice Andrew                                                                     |             |      |